# 福本晋悟
福本 晋悟（ふくもと しんご、1985年9月4日 - ）は、毎日放送報道情報局の記者で、同局および東海ラジオの元・アナウンサー。毎日放送のアナウンサー時代から、阪神・淡路大震災記念 人と防災未来センターの特別研究調査員や神戸学院大学現代社会学部の非常勤講師を務めている。
2009年4月1日から2011年1月31日まで東海ラジオへ勤務した後に、2011年2月1日からアナウンサーとして毎日放送へ移籍。移籍後に修士（社会安全学）の学位や防災士の資格を取得したほか、京都・観光文化検定で2級に認定されている。また、毎日放送アナウンサー時代の2018・2019年度には、災害報道関連の活動に対してアノンシスト賞（JNN・JRN加盟局の優秀なアナウンサーを毎年表彰する制度）「活動部門」の表彰を受けていた。2023年7月1日付で報道情報局の記者へ異動してからは、このような経歴を背景に、災害・地震関連の分野を主に担当していおり、気象災害デスクとなった。

## 来歴・人物
滋賀県大津市の出身で、身長は182cm。趣味は（プレー・観戦を含めた）野球、カフェ巡り、読書など。
京都外大西高等学校を経て、同志社大学政策学部政策学科卒業後の2009年に、アナウンサーとして東海ラジオに入社。同局にスポーツ以外の男性局員アナウンサーが入社するのは、早川佳樹・源石和輝以来であった。アナウンサーとしてのデビューは、2009年9月に『美味時間』内で放送された「中日新聞ニュース」（12時50分頃）・天気予報。
東海ラジオでは、源石やタクマ（『かにタク言ったもん勝ち』のパーソナリティ）などとともに、阪神ファンとして知られつつあった。毎日放送への移籍直後に、同局公式サイト内に開設したばかりのブログで披露した自己紹介にも、「子どもの頃から阪神ファン」との記述がある。
2010年12月末日で担当番組をすべて降板した後に、2011年1月末日付で東海ラジオを退社。翌日の2011年2月1日付で、毎日放送に中途採用扱いで移籍した。
毎日放送への移籍当初は、2011年4月11日から、移籍後初めてのレギュラー番組として『mm-TV』（MBSテレビの音楽・イベント情報番組）を担当。また、福島暢啓と共に、『ちちんぷいぷい』（MBSテレビ平日午後の情報番組）などへ出演していた。ちなみに、毎日放送が局員としてアナウンサーを採用したのは、福本の2年前（2009年2月）に名古屋の放送局・中京テレビ放送のアナウンサーだった金山泉を中途採用で受け入れて以来である。
2011年10月9日には、MBSラジオで初のレギュラー番組として、先輩アナウンサー・上田崇順が9年半担当してきた『日曜出勤生ラジオ』のパーソナリティを引き継いだ。さらに、2013年5月1日から2016年5月25日までは、『BRAVA!』（MBSテレビのイベント・演劇作品紹介番組）で最終（4代目）コンシェルジュを務めた。また、主に毎日放送の若手アナウンサーが代々担当していた『こども音楽コンクール』（MBSラジオ制作版）のパーソナリティを、移籍2年目の2012年4月2日から2020年3月29日まで務めた。担当期間は8年間で、歴代の担当者としては最も長い。
なお、「新日本放送」時代の1959年3月1日からテレビ放送事業とラジオ放送事業を兼営してきた毎日放送は、2021年4月1日付でラジオ放送事業を「株式会社MBSラジオ」へ移管。毎日放送は移管を機にテレビ単営局へ移行したが、福本はアナウンス職のま同社の総合編成局（移管を機に新設）へ在籍する一方で、株式会社MBSラジオが制作・放送する番組にも「MBSアナウンサー」として出演していた。
2022年7月1日付で、毎日放送総合編成局のマーケティング・PR部へ異動。テレビ単営局への移行時点で総合編成局内のアナウンスセンターに在籍していたアナウンサーから初めて、「正社員」のまま他の部署に異動した。異動後は「らいよん号」などを利用した毎日放送や番組のPR業務に専念していたが、2023年7月1日付で報道情報局へ異動してからは、報道記者として報道系番組への出演を再開している。

### 災害・防災関連の活動
小学3年生だった1995年1月17日の阪神・淡路大震災では、震度5クラスの地震に滋賀県草津市の実家で遭遇。この震災で両親を亡くした兵庫県内の小学3年生が、発災後に、当時福本の通っていた小学校へ転校してきた。福本によれば、この転校生が1ヶ月ほど福本のクラスメイトになったことが、災害報道や防災に関心を持つきっかけになったかも知れないという。
東海ラジオ入社1年目から災害・防災関連報道への関心が高く、毎日放送移籍の際にも報道番組への出演を志望。2012年4月4日から2013年3月27日までの水曜日には、『VOICE』（MBSテレビが平日夕方に関西ローカルで放送中のワイドニュース）でサブキャスターを務めた。さらに、2014年夏からは一時、『ちちんぷいぷい』内のコーナー「きょうの☆印」で地震・豪雨の被災地への取材リポートを担当。2016年3月28日からは、当時の先輩アナウンサー・水野晶子（2018年12月31日付で定年退職）が担当してきた『報道するラジオ』（MBSラジオ）のパーソナリティに加わった。2018年4月2日から2020年3月30日まで毎週放送されていた後継番組『ニュースなラヂオ』では、ニュースキャスターを務めながら、先輩アナウンサーの上田崇順と交互に「10分で現代（いま）を解説!」を任されていた。その一方で、災害・防災関連の取材も継続。2018年7月に発生した西日本豪雨では、最も深刻な被害を受けた岡山県倉敷市真備町を、発生の直後から定期的に取材している。
さらに、毎日放送のアナウンサー室では、「チーム災害報道」というグループで活動。災害報道ハンドブックの作成などに従事している。このような経験を通じて「客観的な視点でさらに深く災害・防災関連の研究に取り組みたい」という意識が強まったことから、2017年4月以降は、社業（当時はアナウンス業務に従事）と並行しながら「阪神・淡路大震災記念 人と防災未来センター」の特別研究調査員としても活動している。毎日放送では初めての事例で、同センターでは、「災害発生直後の報道における適切な情報の伝え方」をアナウンサーの立場から学術的に研究している。さらに、関西地方の私立大学（関西大学社会安全学部や龍谷大学政策学部など）では、災害ジャーナリズム論や災害報道に関するゼミで特別講師を務めることもある。
2018年4月からは、アナウンサーとしての勤務と並行しながら、関西大学大学院社会安全研究科の博士前期課程に進学。毎日放送への入社後に携わった災害時アナウンス例文集の改定作業中に、文言の効果を客観的に評価した調査や研究が見当たらなかったことから、「大災害時に命を救うことにつながる放送」をテーマに進学を決めたという。休暇などを活用しながら、3ヶ月に1回のペースで東日本大震災の被災地・宮城県石巻市を訪問。毎日放送を初めとする放送局が災害報道で実際に伝えた内容を基に、大地震や津波の発生を想定して作成したアナウンスの音源を震災の経験者に試聴させたうえで、感想や意見を訊いている。津波が発生した際に適切な避難アナウンスを研究した成果を「津波避難アナウンスメントのありかたに関する研究」という学術論文にまとめたところ、2020年3月に社会安全学の修士号を授与された。
さらに、修士論文の内容の一部を『津波避難キャスターコメントに関する考察―津波避難経験者対象の定性的調査から―』として2021年4月の日本災害情報学会若手研究発表大会で発表したところ、若手発表奨励賞を受賞した。ちなみに、アノンシスト賞の活動部門では、2018年度の第44回に「チーム災害報道」で受賞。2019年度の第45回でも、前述した津波避難アナウンスの研究・発表活動が高く評価されたことから、個人で表彰を受けている。
2022年4月からは、毎日放送アナウンサーとしての勤務と並行しながら、神戸学院大学現社会学部の非常勤講師として災害報道の実践と研究に関する講義を担当。局内でアナウンスセンターからマーケティング・PR部への異動を内示された同年6月には、本人曰く「アナウンサーとして執筆した最初で最初の査読付き論文」という『東日本大震災以降の津波避難アナウンスメントに関する考察 ―津波避難経験者のデプスインタビュー調査から―』という学術論文が日本災害情報学会の審査で採択された。
ちなみに、毎日放送のアナウンサーとして最後にニュースの担当業務に就いていた2022年7月3日には、「最後の出演」になるはずだった定時ニュース（MBSラジオで14時台に『こんちわコンちゃんお昼ですょ!』内で放送）の後で気象庁が兵庫県の宍粟市・佐用町に大雨警報を出したことを受けて、この旨を伝える「MBS気象速報」をMBSラジオ向けに急遽担当した。その一方で、毎日放送公式サイトのアナウンサーページ内で2017年1月から開設していた公式ブログでは、異動の直後（2022年7月10日）に投稿した最後（通算293本目）の記事で、「（自分のような）会社員にとって『人事異動』は宿命（のようなもの）とはいえ、何の前触れもなく（2022年の）6月21日に内示が出された異動によって、（毎日放送への移籍後にアナウンサーとして目標に置いてきた）ニュースアンカーや災害専門記者への志半ばで（社内の）業務として災害報道に携われなくなることは寂しい」との心境を吐露。「『プライベートでの勉強や研究も会社（毎日放送）に還元できるようやってきた』という自負はあるので、勉強や研究の意義が伝わっていなかったり、価値を（社内で）分かってもらえなかったりしたことは非常に残念」とも述べた。そのうえで、異動後も災害報道の研究・調査を続けながら、学会などでの発表や学術論文の執筆を通じて成果を社会に還元する意向を明らかにした。
もっとも、マーケティング・PR部への在籍中に報道情報局への異動を希望していたところ、2023年7月の人事異動で報道情報局の報道センターに配属。この異動を機に、報道記者として災害報道へ再び携わっている。

## アナウンサー時代の担当番組

### 東海ラジオ時代
- 高校ラジオクラブ
- やまドル!（2009年10月 - 2010年12月。初めてニュース以外で出演した番組）
- やまドル!BB（ブロードバンド東海ラジオ・音声配信）
- 源石和輝 モルゲン!!・飛び出せモルゲン（担当日には、番組エンディングにも登場）
- アナ4!!（2010年4月 - 2010年12月）（ブロードバンド東海ラジオ・動画配信）
- 番組審議会からのお知らせ
- モーニングテラス
- 水谷ミミの講談ジョッキー
- 日本一暑いまちに響く涼の音色（録音風物詩で放送。企画・制作を担当）録音風物詩のホームページ

### 毎日放送への移籍後
- MBSニュース（テレビ・ラジオとも不定期）
  - 同僚のアナウンサーに比べて宿直勤務へ就く機会が多く、日曜深夜 - 月曜早朝（移籍当初の1年間）→ 金曜深夜 - 土曜早朝（2020年9月まで）→ 日曜深夜 - 月曜早朝（2021年4 - 9月）→ 土曜深夜- 日曜早朝（2021年9月 - 2022年3月）火曜深夜 - 水曜早朝（2022年4月以降）の順に担当していた。本人によれば、2022年7月の人事異動に伴うアナウンス職からの離脱に際して担当回数を数えたところ、通算で535回に上っていたという[21]。
  - テレビでは、2022年4月から6月まで、宿直勤務の一環で水曜日の朝6・7時台に『THE TIME,』（TBSテレビ制作）内の関西ローカルパートへ出演していた。アナウンサーとして最後に担当した定時ニュースは、2022年7月3日（日曜日）の11時台後半に放送された『JNN NEWS』内の関西ローカルパート[24]。
  - ラジオでは、2017 - 2020年度のナイターオフ期間で、金曜日に『MBSヨル隊』内のニュースも担当。

毎日放送が在阪局でいち早く国際連合の「SDGメディア・コンパクト」へ参加していることを背景に、テレビ・ラジオ兼営局時代の2020年10月からは、国際連合が定める「SDGs17の目標」を啓発するアナウンサー企画にも参加している。
「SDGsのススメ」（2020年10月19日から2021年3月1日まで『ちちんぷいぷい』で毎週月曜日に放送されていたロケ企画）では、7番目の目標（「エネルギーをみんなに　そしてクリーンに」）関連の取材を予定していた（実際には取材の機会がないまま放送を終了）。『ちちんぷいぷい』の終了後は、後継番組の『よんチャンTV』内で5秒間放送される「みんなでやろう!SDGs」で、7番目の目標達成に向けた標語紹介のVTRに登場。

#### MBSテレビ
- mm-TV（2011年4月11日 - 2012年4月6日） - ナレーター
- ちちんぷいぷい
  - 毎日放送へ移籍した2011年に、夏季特別企画「ハッピーアワーたいそう2011」（7月25日 - 8月31日）で福島と交互に「体操のお兄さん」として出演。2014年夏から、報道系企画の中継リポーターや、取材・報告担当アナウンサーとして、一時出演を再開していた。
- VOICE（2012年4月4日 - 2013年3月27日） - 水曜日サブキャスター。気象関連企画の「福本晋悟のOH!そら見〜よ!」も担当。
- 痛快!明石家電視台「MBSアナウンサー26人大集合スペシャル」（2014年4月7日、アナウンサーの1人としてゲストで出演）
- BRAVA!（2013年5月1日 - 2016年5月25日、最終コンシェルジュ）
- コトノハ図鑑（不定期）
  - 所属する毎日放送アナウンサー室の企画による番組。後継企画の「へぇ〜のコトノハ」（2020年4月から2021年3月まで『ちちんぷいぷい』の月・水曜日→水曜日に放送）には、ナレーションを含めて出演の機会がなかった。
- よんチャンTV
  - 番組初年度（2021年度）は「みんなでやろう!SDGs」のVTRへ登場するだけだったが、2022年4月から6月まで、毎週木曜日に報道系の取材リポートを担当。同年7月7日（木曜日）放送分で須磨海水浴場（神戸市）から生中継のリポーターを務めたことを最後に、「毎日放送アナウンサー」としてのテレビ出演を終えた。
  - 2023年7月に報道情報局へ異動してからも、自然災害などに関する取材リポートや、「災害・地震担当記者」という立場でのスタジオ解説を随時担当している。

#### MBSラジオ
- こども音楽コンクール（2012年4月8日 - 2020年3月29日）
- 福本晋悟の月極うたぐみアーカイブ（2013年4月5日）
- モーニングミックス土曜日 → 木曜日 → 水曜日パーソナリティ（2012年3月8日 - 2014年3月26日）
  - 2012年2月4日から2013年3月2日までは土曜日、2013年3月8日から2014年3月26日までは木曜日を担当。
- 日曜出勤生ラジオ（2011年10月9日 - 2015年3月29日）パーソナリティ
- 福本晋悟の一人でも京都!（2014年4月6日 - 2015年3月29日、日曜6:00 - 6:10　→　日曜6:45 - 7:00）
  - 『日曜出勤生ラジオ』で2013年10月から放送してきたコーナーを独立番組化。レギュラーでは自身初の冠番組であった。
- 福本晋悟の京都ビビビッ!（毎日放送時代の2015年5月からおおむね奇数月に1回放送）
  - 上半期は『MBSマンデースペシャル』枠（20:00 - 21:00 →　19:00 - 20:00）、下半期は『MBSサンデースペシャル』→『MBSサンデー・カルチャーナイト』枠（20:00 - 21:00）で生放送の冠番組。2015年3月29日で終了した『日曜出勤生ラジオ』から派生した番組で、同番組に続いて、鳥居睦子とのコンビでパーソナリティを務めていたほか、「福本晋悟の一人でも京都!」の放送を1コーナー扱いで続けていた。
  - 2022年7月の人事異動で毎日放送のアナウンス職を離れたことから、当初は翌月（8月8日）放送分の第44回で番組自体を終了することが予定されていた[25]。もっとも、放送当日のラジオ番組表では「最終回」と扱われていなかった。
- 上泉雄一のええなぁ!（「知ってええなぁ!ちなみNEWS」担当、水曜日→金曜日→水曜日→火曜日）
  - 平日の午前に放送していた2014年5月27日に、11時台前半に放送の「ええなぁ知恵袋スーパーデラックス!」で、当時の先輩アナウンサー・鈴木健太に代わって進行を担当。
  - 放送枠を平日の夕方に移動した2015年4月からは、福島などの同僚アナウンサーと交代で「知ってええなぁ!ちなみNEWS」の進行役を務める。2016年3月までは、同様の体制で金曜日の同コーナーにも出演。2017年3月で一旦降板したが、同年10月から「ちなみNEWS」水曜日の進行役へ復帰した。2018年4月から、先輩アナウンサーの松川浩子・松本麻衣子と交互に金曜日を担当。同年10月からは水曜日担当に戻っている。2020年4月からは、火曜日放送分を初めてレギュラーで担当。
  - メインパーソナリティの先輩アナウンサー・上泉雄一の代役は、2019年の夏季休暇時点で任されたことがなかった。2020年には9月第2週の夏季休暇期間が上泉と重なったため、休暇終了後の同月22日（火曜日）放送分へ出演した際に、この項目の記述に言及。代役を務める機会がないことを「深刻な悩み」として上泉に打ち明けていた[26]。翌2021年の上泉の夏季休暇中に、メインパーソナリティ代理を8月31日（火曜日）放送分で担当。奥野史子（火曜パートナー）の名を冠した『奥野史子のええなぁ!』というタイトルでの放送ながら、ラジオの生ワイド番組では「（東海ラジオへの在籍中を含めた）アナウンサー生活13年目で初めて」というメインパーソナリティの代演に至っている[27]。しかし、2021年の10月改編で放送枠を早朝へ移すことに伴って、火曜夕方分の最終回（9月28日）で奥野と揃って降板した。
- 報道するラジオ（2016年3月28日 - 2018年3月26日）
- ニュースなラヂオ→月刊 ニュースなラヂオ（2018年4月2日 - 2022年3月7日）
  - 前身番組の『報道するラジオ』に続いて、先輩アナウンサーの上田崇順と共に出演。『ニュースなラヂオ』として毎週放送されていた時期（2020年3月30日まで）は、上田との隔週交代で、リポーターかニュース解説を担当していた。
- 福本愛菜の+music（2016年9月30日 - 2017年4月1日、土曜2:30 - 3:30）
  - 同姓の福本愛菜と共にパーソナリティを担当。
- しあわせの五・七・五（土曜5:00 - 5:30）
  - 2016年から、パーソナリティで先輩アナウンサーの水野（2018年12月の定年退職後はフリーアナウンサー）が休暇に入った場合に、パーソナリティ代理を担当。
- あどりぶラヂオ（2019年6月1日未明放送分「福本晋悟と過ごす京都の夜・朝」から不定期でパーソナリティを担当）
- MBSヨル隊「ナジャ・グランディーバのレツゴーフライデー」（2020年2月21日）「ナジャじゃジャーナル」キャスター
  - 通常は上述のラジオでの宿直勤務が組まれているため、同コーナーへの出演は不可能と見られていたが、同日の同番組内ニュースは柏木宏之が代行した。
- 地方創生プログラム ONE-J（2021年11月21日）「共立リゾート presents 〜新たな発見を綴る〜旅ノオト」のコーナーに出演。
- コトノハ（不定期で出演）
  - 「コトノハ」（言葉）にこだわった毎日放送アナウンスセンター制作の事前収録番組で、2021年10月4日から毎週月曜日の21:45 - 22:00に放送。最後の出演はアナウンス職から異動する直前の2022年6月27日放送分で、「ぼうさいスイッチ」（日本気象協会が発行している絵本）を朗読してから、「防災」をテーマに山崎香佳（当時の後輩アナウンサー）とクロストークを展開していた[28]。

上記の番組に加えて、『MBSサンデースペシャル』→『MBSサンデー・カルチャーナイト』や、『MBSマンデースペシャル』枠内の特別番組でパーソナリティを務めることがあった。